# Nina Wengert
Nina Stephanie Wengert (Stuttgart, 3 de agosto de 1984) es una deportista alemana que compitió en remo.
Ganó dos medallas de plata en el Campeonato Mundial de Remo, en los años 2006 y 2007, y dos medallas en el Campeonato Europeo de Remo, en los años 2007 y 2010.
Participó en los Juegos Olímpicos de Pekín 2008, ocupando el séptimo lugar en la prueba de ocho con timonel.

## Palmarés internacional
| Campeonato Mundial | Campeonato Mundial          | Campeonato Mundial | Campeonato Mundial |
| Año                | Lugar                       | Medalla            | Prueba             |
| ------------------ | --------------------------- | ------------------ | ------------------ |
| 2006               | Eton (Reino Unido)          | Medalla de plata   | Ocho con timonel   |
| 2007               | Múnich (Alemania)           | Medalla de plata   | Cuatro sin timonel |
| Campeonato Europeo |                             |                    |                    |
| Año                | Lugar                       | Medalla            | Prueba             |
| 2007               | Poznań (Polonia)            | Medalla de plata   | Ocho con timonel   |
| 2010               | Montemor-o-Velho (Portugal) | Medalla de bronce  | Ocho con timonel   |